# Moraea villosa
Moraea villosa är en irisväxtart som först beskrevs av Ker Gawl., och fick sitt nu gällande namn av Ker Gawl. Moraea villosa ingår i släktet Moraea och familjen irisväxter.

## Underarter
Arten delas in i följande underarter:
- M. v. elandsmontana
- M. v. villosa